# イエローカード (予防接種)

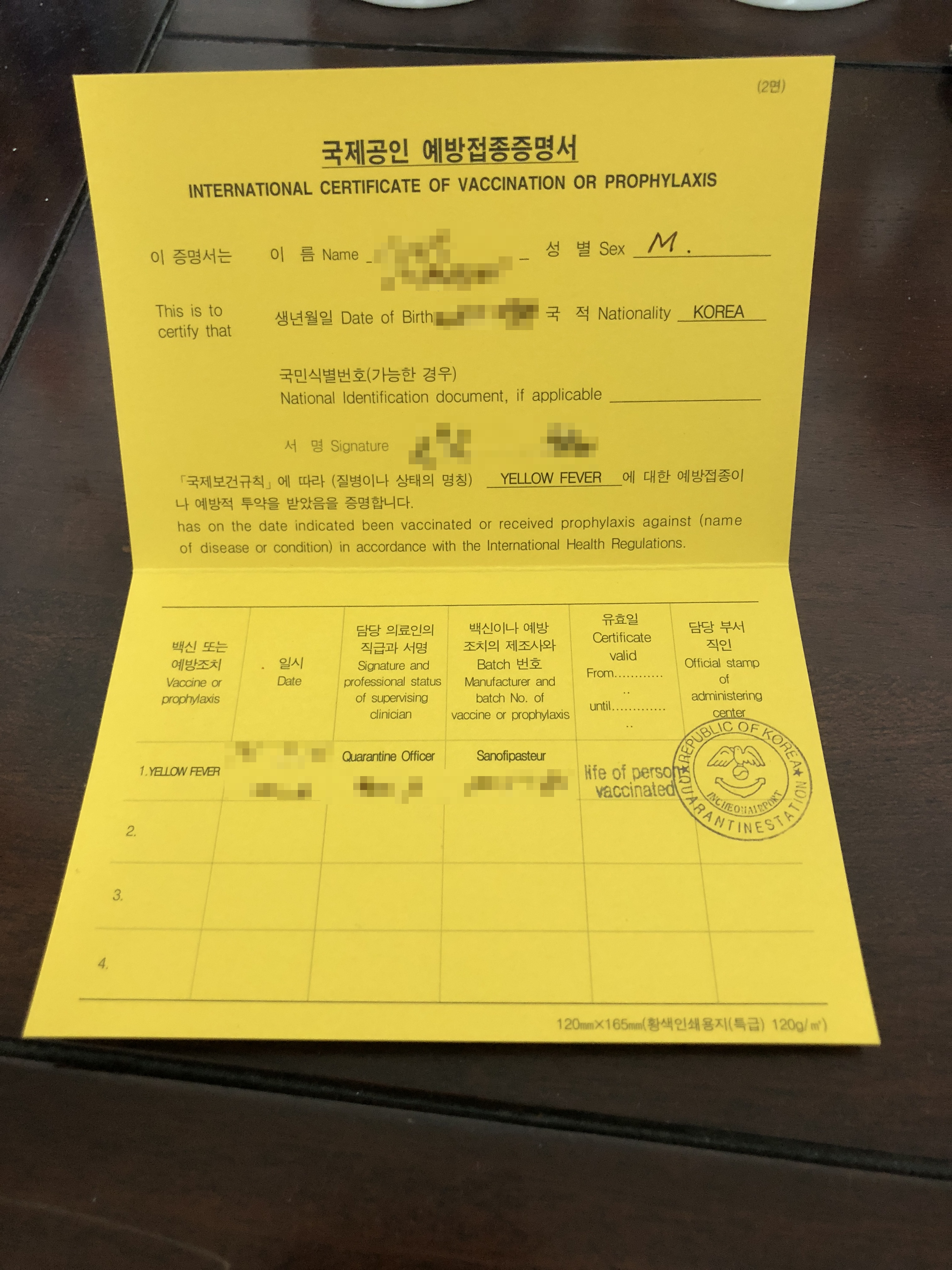
大韓民国保健福祉部発行のイエローカード

イエローカード（英: International Certificate of Vaccination or Prophylaxis（略称：ICVP、通称：Yellow Card または Yellow Booklet）、仏: Certificat international de
vaccination ou de prophylaxie（略称：CIVP、通称：carte jaune または carnet jaune））は、予防接種の国際証明書である。国際保健規則に基づき発行されるもので、特定の国では入国検疫の一環で提示を要求される。1980年以降は黄熱のみが対象であったが、2021年7月から暫定的に新型コロナウイルス感染症（COVID-19）も対象に加えられた（日本の状況については#日本を参照）。以前はコレラや天然痘についても対象となっていた。また国によってはその他の疾患に対する予防接種の証明を兼ねた冊子を発行している場合もある。

## 根拠
国際保健規則の第31条第1項において、原則的に予防接種を入国の条件として要求すべきでないとしており、その例外の中に附録第6と第7に則って全ての旅行者に対して要求する場合が認められている。また第36条第2項では、附録第6と第7に準拠して交付された証明書（イエローカード）を持つ旅行者は、そこに記載された疾病の流行地域から来た場合でもその疾病を理由に入国を拒否されてはならないとしている。

## 対象疾病
対象疾病と運用基準については同規則の附録第7に規定されているほか、世界保健機関（WHO）の勧告に基づく場合にはその他の疾病もこれに準拠した運用が可能であり（規則第36条第1項及び附録第6第1項）、2021年7月2日の暫定的勧告によりCOVID-19も対象に加えられた。かつてはコレラ、天然痘、黄熱の3つが対象であったが、1980年以降は黄熱のみとなっていた。

### 黄熱
WHOが黄熱の伝染リスクが存在すると定めた地域を通過する旅行者は、入国の条件として予防接種を要求されることがある。また国内に黄熱の媒介者が存在する国は、WHOが黄熱の伝染リスクが存在すると定めた地域から到着し、有効なイエローカードを提示できない旅行者を、潜伏期間である6日間またはイエローカードが発効するまでのいずれか短い期間、隔離検疫することができる。
証明書は接種日の10日後から接種者の生涯にわたって有効である。従来は有効期間が10年間とされ以降は再接種が必要であったが、2016年7月11日以降は証明書の記載によらず生涯有効となった。なお使用するワクチンはWHOによって承認されているものでなければならない。

### COVID-19
WHOは2021年2月5日付け暫定ポジションペーパーで、海外旅行者のCOVID-19の予防接種の記録としてイエローカードを使用すべきとの見解を示していたが、前述のとおり2021年7月2日に暫定的勧告が出され、各国の権限当局はCOVID-19の予防接種の記録としてイエローカードを使用することができることとなった。ただし、いかなる接種証明書も出入国の要件として使用すべきでなく、検査や検疫の免除に用いられるべきものと勧告している。

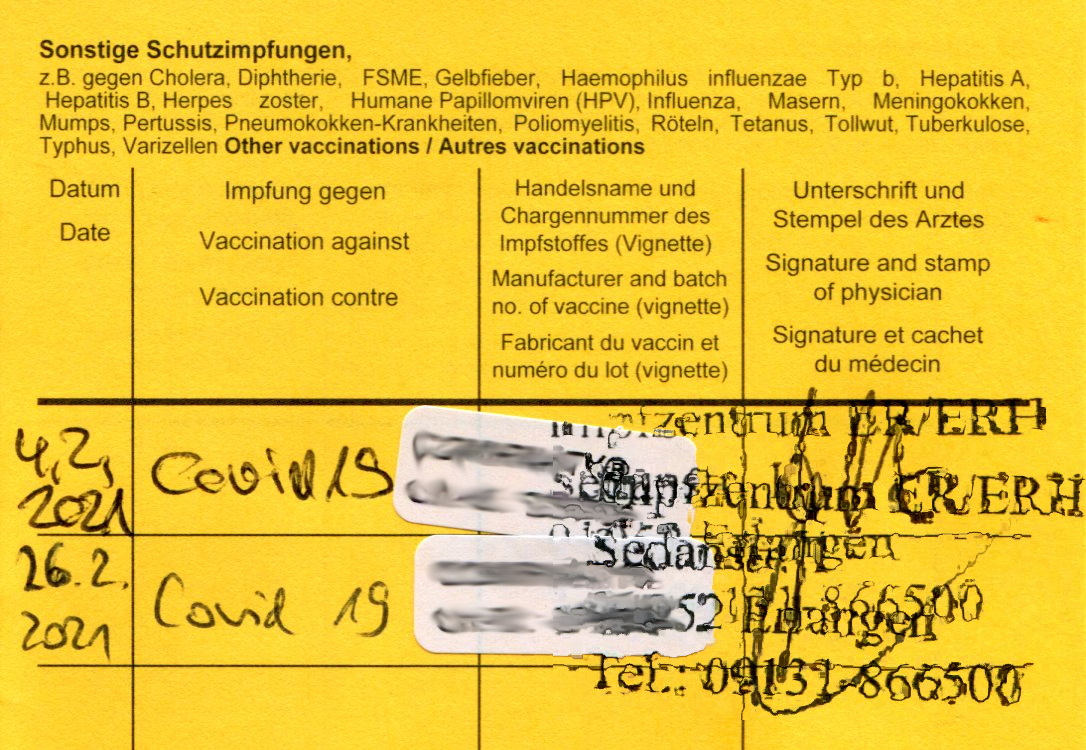
エアランゲンでのCOVID-19予防接種記録が記載されたイエローカード
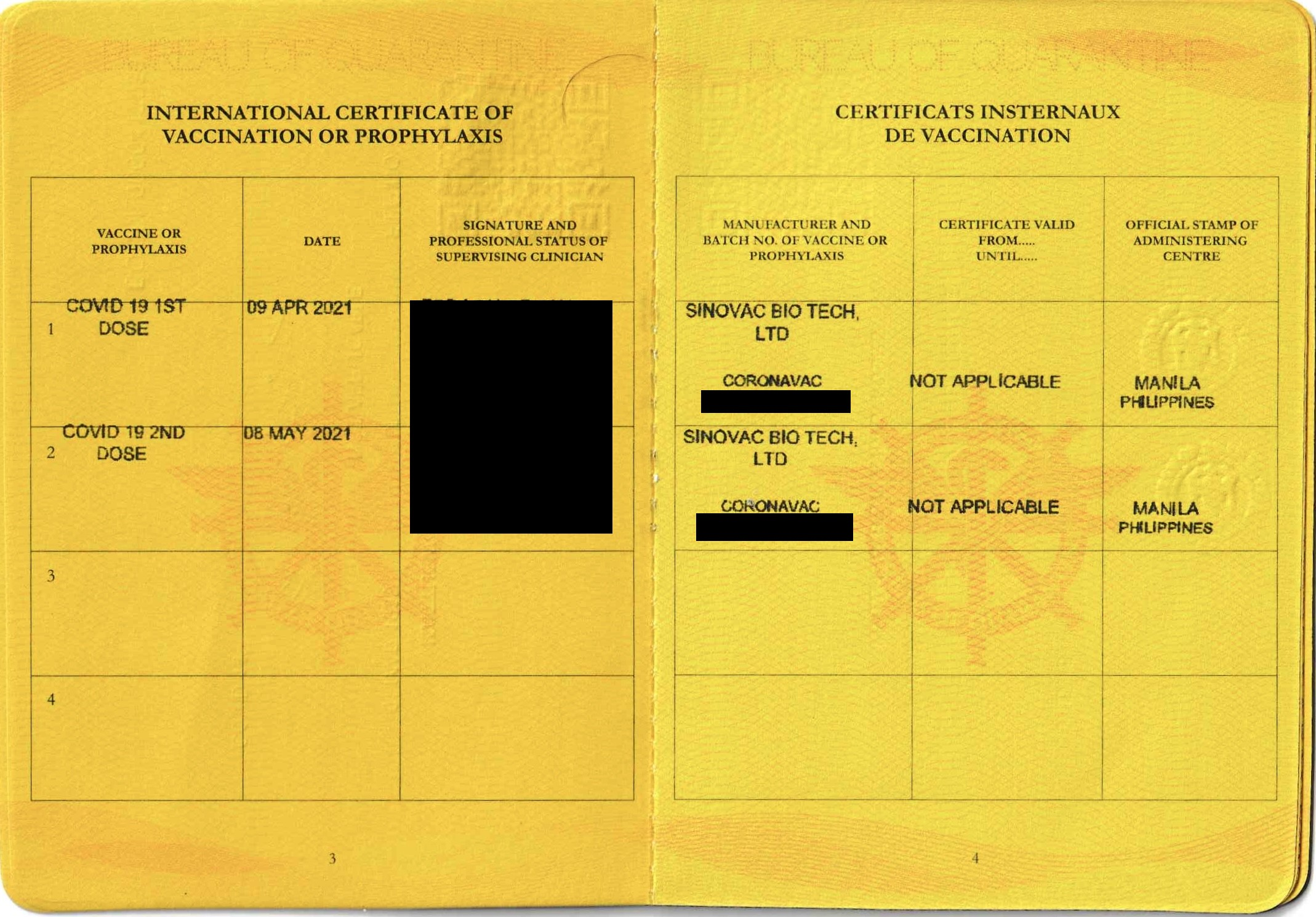
マニラでのCOVID-19予防接種記録が記載されたフィリピン検疫局発行のイエローカード
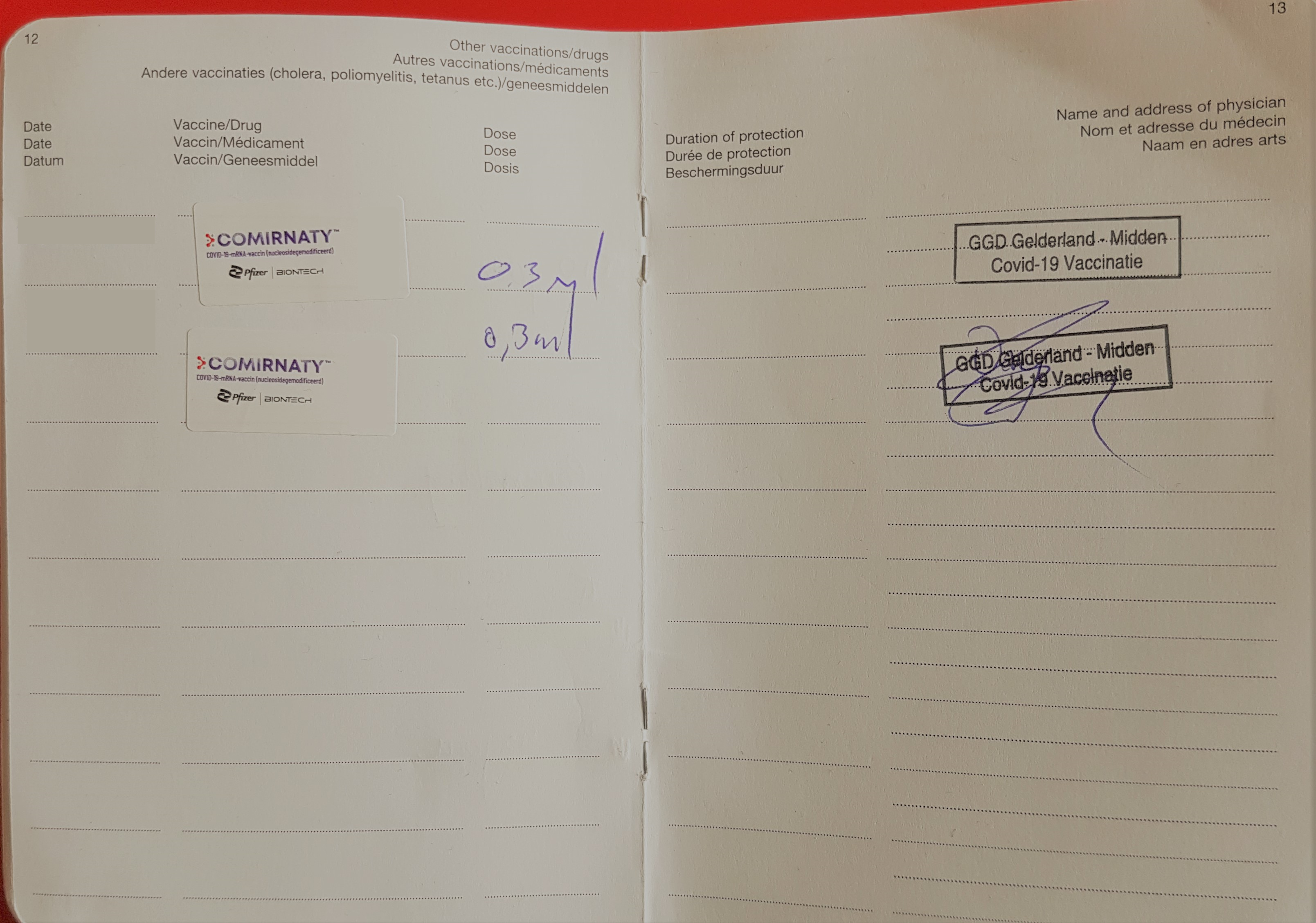
ヘルダーラント州でのCOVID-19予防接種記録が記載されたオランダ政府発行のイエローカード

### コレラ
コレラは1973年の規則改定によって対象から外れている。

### 天然痘
天然痘は1980年5月8日の根絶宣言の際に、予防接種を原則廃止し証明書の運用も中止することとされた。1981年の規則改定によって規則の文面からも外れている。

## 書式
証明書の書式は国際保健規則の附録第6に規定されている。記載事項は、対象者の氏名、生年月日、性別、国籍、署名と、対象となる疾病、そして予防接種の日付、監督医の署名と地位、ワクチンの製造者と製造番号、証明書の有効期間などである。これらは英語またはフランス語で記入しなければならないが、さらにその他の言語でも記入することは許されている。子供に対しても個別に証明書が必要であり、署名できない場合には保護者が代理で署名する。予防接種の実施を監督する医師（公式に授権された医療従事者や保健職員の場合もある）が自署しなければ無効であり、また実施機関の公印が押されていなければ無効である。色に関する規定はないので発行機関しだいで白色のイエローカードも存在しうる。

### 日本
日本で発行されるイエローカードは、検疫法施行規則様式第6の1に規定されている。大きさはおおよそA6で、表面に記載事項の記入欄、裏面に国際保健規則に規定された注意書きがあり、全てについて日本語と英語が並記されている。
なお、COVID-19に関しては、イエローカードでなく各市町村が「新型コロナウイルス感染症 予防接種証明書」（Vaccination Certificate of COVID-19）を発行している。その様式や記載事項は、上記イエローカードの書式とは異なるものとなっている。
また、2021年9月27日現在、日本政府は所定の国・地域の政府等公的な機関で発行された、日本語または英語で記載された接種証明書のみ検疫における待期期間短縮に有効としており、これに該当しないイエローカードによる待期期間短縮は認めていない。

### COVID-19 ワクチンパスポート
COVID-19のワクチン接種をした旅行者に対して、イエローカードと同様の接種記録のリアルタイム閲覧システムが開発されつつある。
国際規格化団体Ecmaインターナショナル、非営利組織 世界経済フォーラム 、IBM、国際航空運送協会などがプライバシー保護と偽造防止の規格化に取り組もうとしていた。2021年3月12日に、Ecmaインターナショナルが、正式にCall for Participation on Vaccine Passports International Standardizationの発表で国際規格化を募集したところ、日本の会社が提案を行い、現在内部で検討中である。